# Hautz
Hautz est un oronyme basque que l'on rencontre dans les noms de montagne suivants :
- Hautza (1306 m), à l'ouest de Saint-Étienne-de-Baïgorry.
- Ixtauz (1024 m) pour Aitz-hautz, un exemple de toponyme pléonastique 'mont-mont', au sud de l'Hautza.
- Hauzkoa (1268 m), un diminutif en -ko, montagne au-dessus de Béhorléguy.

Ce terme se retrouve également dans le nom des châteaux de Saint-Étienne-de-Baïgorry Etxauz et Autzu et probablement dans les noms des villages de Anhaux (Anhautz au XIVe siècle) et de Haux (haussa au XIIe siècle).
En Béarn, on trouve :
- l'Ayhautce (Aïhautza) au nord d'Issarbe en vallée de Barétous.
- le pic d'Auzu (1 514 m) à Louvie-Soubiron en vallée d'Ossau.